# زفيشبيرغن
زفيشبيرغن Zwischbergen هي بلدية في منطقة بريج في كانتون فاليز في سويسرا.

## روابط خارجية
- بلدية جوندو زفيشينبيرجن باللغة الألمانية
- غولدمينين جوندو باللغة الألمانية